# 伊南巴里區
伊南巴里區（西班牙語：Distrito de Inambari），是秘魯的一個區，位於該國東南部馬德雷德迪奧斯大區的坦博帕塔省，始建於1912年12月26日，面積4,256.82平方公里，海拔高度360米，2005年人口4,888，人口密度每平方公里1.1人。